# Gigi Gryce
George General Gryce, più noto come Gigi Gryce (Pensacola, 28 novembre 1925 – Pensacola, 17 marzo 1983), è stato un sassofonista, compositore e arrangiatore statunitense.
Sassofonista bebop con stile di impostazione parkeriana, fu anche un valente compositore (sua la celebre Nica's Tempo).

## Biografia
Nativo di Pensacola in Florida nel 1925 (alcune fonti riportano come data di nascita il 1927), crebbe ad Harford nel Connecticut, dal 1948 al 1951 frequentò gli studi al conservatorio di Boston.
Nel corso della sua carriera musicale suonò con (inizio anni cinquanta) Max Roach, Tadd Dameron, Howard McGhee e Lionel Hampton.
La prima registrazione a proprio nome risale al 1953 (a Parigi).
Nel 1954-55 suonò con il trombettista Art Farmer, nel 1956 costituì assieme ad un altro trombettista di primo piano, Donald Byrd, i Jazz Lab Quintet.
Scrisse inoltre arrangiamenti per Oscar Pettiford e Dizzy Gillespie, collaborando anche alle registrazioni per artisti come Thelonious Monk, John Coltrane e Coleman Hawkins.
Dal 1959 al 1961 fu a capo di un proprio quintetto per poi scomparire dalla scena jazzistica.
Convertitosi alla religione islamica con il nome di Basheer Quisim, svolse l'attività di insegnante in una scuola elementare pubblica del Bronx.
Come compositore, oltre alla già citata Nica's Tempo, da ricordare, tra le numerose altre: Minority, Blue Concept, Smoke Signal e Something in B Flat.

## Discografia

### Come leader o co-leader
- 1953-56 – Street Scenes (Vogue Records, 74321154672) a nome Lucky Thompson, Gigi Gryce, 1992
- 1953 – Gigi Gryce Clifford Brown Sextet (Blue Note Records, BLP 5048) Gigi Gryce Clifford Brown Sextet
- 1953 – Jazztime Paris Vol. 1 (Blue Note Records, BLP 5049) Gigi Gryce and His Big Band Featuring Clifford Brown
- 1953 – Jazztime Paris Vol. 2 (Blue Note Records, BLP 5050) Gigi Gryce Little Band Featuring Clifford Brown
- 1953 – Jazztime Paris Vol. 3 (Blue Note Records, BLP 5051) non pubblicato
- 1955 – Gigi Gryce (Signal Records, S 1201) Gigi Gryce Orchestra/Gigi Gryce Quartet (ristampato anche come Nica's Tempo - Savoy Records, MG 12137)
- 1957 – When Farmer Met Gryce (Prestige Records, PRLP 7085) The Art Farmer Quintet Featuring Gigi Gryce
- 1957 – Jazz Lab (Columbia Records, CL 998) Don Byrd ,Gigi Gryce
- 1957 – Gigi Gryce and the Jazz Lab Quintet (Riverside Records, RLP 12-229) Gigi Gryce and the Jazz Lab Quintet
- 1957 – At Newport (Verve Records, MGV 8238)
- 1957 – New Formulas from the Jazz Lab (RCA Records, RCA 6015M) Gigi Gryce Donald Byrd, 1982
- 1957-61 - Doin' the Gigi (Uptown UPCD 27.64) 2011 (indediti)
- 1958 – Modern Jazz Perspective (Columbia Records, CL 1058) Don Byrd-Gigi Gryce
- 1958 – Gigi Gryce (MetroJazz Records, E 1006)
- 1960 – Saying Somethin' (New Jazz Records, NJLP 8230) Gigi Gryce Quintet
- 1960 – The Hap'nin's (New Jazz Records, NJLP 8246) The Gigi Gryce Quintet
- 1960 – Reminiscin' (Mercury Records, SR 60628) Gigi Gryce Orch-tette
- 1960 – The Rat Race Blues (New Jazz Records, NJ 8262)  Gigi Gryce Featuring Richard Williams